# 경덕중학교 (경북)
경덕중학교(景悳中學校)는 대한민국 경상북도 안동시 태화동에 있는 사립 중학교이다.

## 학교 연혁
- 1952년 4월 17일 : 학교법인 경덕학원 인가 (6학급 인가 300명)
- 1952년 6월 8일 : 초대 교장 우덕수 선생 취임
- 1967년 3월 10일 : 과학관, 도서관, 향토관 6교실 준공
- 1974년 12월 15일 : 학생회관 준공
- 1978년 10월 15일 : 강당 개축공사 준공
- 1981년 10월 5일 : 학급 증설 인가 30학급 (30학급 인가)
- 2016년 9월 1일 : 제8대 교장 정수교 선생 취임
- 2017년 9월 1일 : 녹원서관 개관
- 2021년 1월 29일 : 제69회 졸업 (158명) (졸업생 23,558명)
- 2021년 3월 2일 : 제72회 입학 (158명)

## 참고 자료
- 경덕중학교 - 한국교육학술정보원 학교알리미